# Orocharis
Orocharis är ett släkte av insekter. Orocharis ingår i familjen syrsor.

## Dottertaxa tillOrocharis, i alfabetisk ordning[1]
- Orocharis achicos
- Orocharis aeschyntelos
- Orocharis alayoi
- Orocharis amusus
- Orocharis angustus
- Orocharis apogon
- Orocharis cayennensis
- Orocharis celadinos
- Orocharis chronios
- Orocharis conspersa
- Orocharis ctypodes
- Orocharis curiosus
- Orocharis diplastes
- Orocharis dominguensis
- Orocharis eclectos
- Orocharis epipolios
- Orocharis eucelados
- Orocharis eumeles
- Orocharis euprepes
- Orocharis eveches
- Orocharis gaumeri
- Orocharis habros
- Orocharis helvola
- Orocharis importatus
- Orocharis latifrons
- Orocharis legnotos
- Orocharis lividus
- Orocharis longivivax
- Orocharis luteolira
- Orocharis maxillaris
- Orocharis maya
- Orocharis mexicanus
- Orocharis minutus
- Orocharis nigrifrons
- Orocharis nocticola
- Orocharis ocellaris
- Orocharis orimonos
- Orocharis planus
- Orocharis saltator
- Orocharis saussurei
- Orocharis taciturnus
- Orocharis tibialis
- Orocharis tolmeros
- Orocharis tricornis